# Meligethes matronalis
Meligethes matronalis är en skalbaggsart som beskrevs av Audisio och Spornraft 1990. Meligethes matronalis ingår i släktet Meligethes, och familjen glansbaggar. Arten är reproducerande i Sverige.